# Visby Søret
Visby Søret (Dat hogheste Gotlansche Water recht) var en samling af sølove og regler, der var i brug i Nordeuropa i 1500 og 1600-tallet. Samlingen var baseret på tre ældre lovsæt fra middelalderen, og har cirkuleret i håndskrevne udgaver indtil den blev trykt i København i 1505.

## Baggrund
I den tidlige middelalder kendes der i Nordeuropa ingen nedskrevne regler for søretten. Tvister mellem skippere, købmænd og andre borgere vedrørende søtransport blev typisk afgjort af retsinstanserne i de enkelte havne. På et tidspunkt begyndte man at nedskrive samlinger af disse retsafgørelser for at få et overblik. Den mest kendte af disse samlinger befandt sig på Ile d'Oléron i Frankrig, og handlede mest om tvister i forbindelse med transporten af vin mellem Frankrig og England, Skotland og Flandern. Dommene blev sammenfattet som Jugements de la mer eller Rôles d'Oléron omkring år 1200 og vandt udbredelse i Nordeuropa.. De franske domme blev oversat til flere sprog, blandt andet en flamsk/nederlandsk udgave, kendt som Vonesse van Damme. Byerne langs Zuidersøen fik deres egne regler i form af Ordinancie, der byggede videre på bestemmelserne i Vonesse van Damme. I Hansestæderne brugte man i vid udstækning Lübisches Recht, der fra sit udgangspunkt i Lübeck bredte sig til omkring 100 byer i Nordeuropa.

## Visby Søret 1505
Man må forestille sig, at hver større havneby havde et håndskrevet dokument, der citerede reglerne for søtransport, baseret på de nævnte domme og regler. Det kan derfor være lidt af en tilfældighed, at det netop var eksemplaret fra Visby, der dannede udgangspunkt for det første trykte eksemplar af sølovene, udført af Gotfred af Ghemen i København i 1505 med titlen Das hogheste Gotlansche Water recht. Det skal bemærkes, at Visby havde hørt under den danske krone siden 1361 og fortsat havde betydning for handelen på Østersøen. Sproget i reglerne var nedertysk (plattysk) og gjorde værket læseligt i store områder.
Søretten bestod af 66 paragraffer fordelt således:
- Paragraf 1-14 var hentet fra Lübisches Recht.
- Paragraf 15-39 var hentet fra Vonesse van Damme.
- Paragraf 40-66 var hentet fra Ordinancie.[4]

## Senere udgaver
Reglerne bekræftede gældende retspraksis for de nordiske lande og for handelen på Østersøen og blev genoptrykt i adskillige udgaver: Amsterdam 1532, Lübeck (let udvidet) 1537, Danzig 1538, København igen 1545, Stockholm 1549, og så fremdeles.
Med tiden blev den gotlandske søret afløst af national lovgivning. I Danmark skete det med Frederik den Andens Søret fra 1561, der imidlertid lænede sig meget op ad de hidtidige bestemmelser. Med Christian den Femtes Lov fra 1683 blev søretten en del af et samlet lovkompleks (som bog IV), og reglerne blev i samme ombæring moderniseret, idet man hentede kapitel 5,6 og 7 fra den svenske sølov af 1667.